# День ретроцесії Тайваню
День ретроцесії — це щорічна пам'ятна дата, колишнє державне свято на Тайвані в пам'ять про ліквідацію Тайванського генерал-губернаторства та повернення Тайваню Китайській Республіці 25 жовтня 1945 року. Однак ідея «ретроцесії Тайваню» залишається предметом суперечок.

## Історична довідка

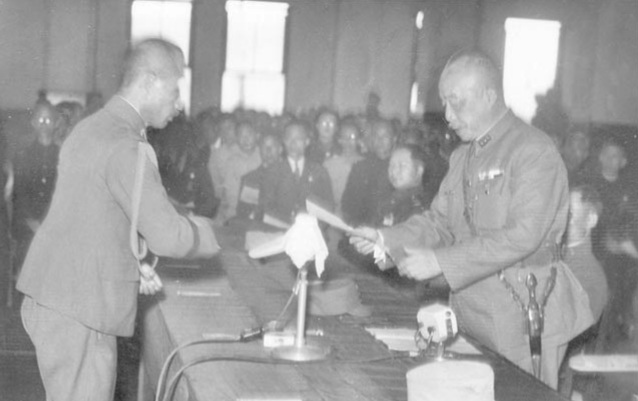
Голова виконавчої влади провінції Тайвань Чень І (праворуч) приймає акт про отримання від Макартура Наказу № 1, підписаного Рікічі Андо (ліворуч), останнім японським генерал-губернатором Тайваню, від імені Збройних сил Республіки Китай у мерії Тайбею

Тайвань (тоді відомий у країнах західного світу як «Формоза»), став колонією Японської імперії після того, як династія Цин програла Першу китайсько-японську війну в 1894 році та передала острів за Сімоносекським договором 1895 року. Панування Японії на Тайвані тривало до кінця Другої світової війни.
У листопаді 1943 року Чан Кайші взяв участь у Каїрській конференції разом з Франкліном Д. Рузвельтом і Вінстоном Черчіллем, які рішуче виступали за те, щоб Японія повернула всю територію, анексовану нею, включаючи Тайвань і Пенгу (Пескадорські острови). Стаття 8 Потсдамської декларації, розробленої Сполученими Штатами, Сполученим Королівством та Китаєм у липні 1945 року, підтверджувала необхідність виконання положень Каїрської декларації, а акт капітуляцію Японії зазначав її погодження з умовами Потсдамської декларації.
Згідно з Загальним наказом № 1 американського генерала Дугласа Макартура, Чень Ї (головний виконавчий директор провінції Тайвань) разом із Джорджем Х. Керром вирушив на Тайвань, щоб прийняти капітуляцію японського уряду як представник Китаю. Після капітуляції Японії наприкінці Другої світової війни, генерал Рікічі Андо, губернатор Тайваню та головнокомандувач усіх японських збройних сил на острові, підписав акт про отримання Наказу № 1 та передав контроль над островом Чень Ї, який представляє Збройні сили Китайської Республіки для завершення офіційної зміни в Тайбеї (упродовж окупації відомий як Taihoku) 25 жовтня 1945 року в аудиторії Тайбей (тепер Зал Чжуншань). Чень Ї проголосив цей день «Днем ретроцесії» та організував адміністративну реорганізацію острова, включивши Тайвань, як провінцію у складі Китайської Республіки. Однак односторонній акт Чень І не отримав офіційного схвалення США та Великої Британії, які вважали Тайвань територією під військовою окупацією до підписання мирного договору. Попри це, США на той час визнали владу Китаю над Тайванем і вважали Китайська Республіка законним урядом Китаю. З того часу Тайванем керує уряд Республіки Китай.

## Тлумачення та суперечки

### Урядові посади
Офіційна позиція як Китайської Народної Республіки (КНР), так і Республіки Китай полягає в тому, що Тайвань і Пенху були повернуті Китайській Республіці згідно з умовами акту про капітуляцію Японії 1945 року, який передбачав дотримання Японією умови Потсдамської декларації. Включала умови Каїрської декларації, яка вимагала від Японії повернення Китаю всіх завойованих територій, включаючи Тайвань і Пенху.

Китайська Народна Республіка у 2014 році пояснила своє тлумачення Каїрської декларації, вважаючи її юридично обов'язковим документом. Серед іншого, КНР зазначила, що низка документів, ухвалених пізніше «підтверджують» обов'язковість аспектів Каїрської декларації, зокрема Потсдамська декларація, акт про капітуляцію Японії, Сан-Франциський мирний договір та Тайбейський договір:
Післявоєнний статус Тайваню та прилеглих островів, включаючи Пенху, визначався низкою документів: Каїрською декларацією, Потсдамською декларацією, актом про капітуляцію Японії, Сан-Франциським мирним договором і Договором про мир між Республікою Китай та Японією 1952 року. Зобов'язання повернути Тайвань та прилеглі острови (зокрема острови Дяоютай) Республіці Китай вперше було зафіксовано у Каїрській декларації, а пізніше підтверджено в інших документах. Таким чином, Каїрська декларація є юридично обов'язковим документом із статусом договору.
Втім, у листопаді 1950 року Державний департамент США заявив, що офіційного акту передачі суверенітету Китаю над Формозою (Тайванем) та островами Пескадор ще не відбулося. У 1955 році британські офіційні особи підтвердили цю точку зору, зазначивши, що: "Китайські націоналісти розпочали військову окупацію Формози та Пескадор у 1945 році. Однак ці території залишалися під японським суверенітетом до 1952 року. Каїрська декларація є лише заявою про наміри та сама по собі не передає суверенітету

У березні 1961 року член Японської комуністичної партії в Палаті радників запропонував повернути Тайвань Китаю відповідно до Каїрської декларації, Потсдамської декларації та акту капітуляції Японії. На це міністр закордонних справ Японії відповів:
Потсдамська декларація підтвердила статті Каїрської декларації, і відповідно до акту капітуляції Японії ми зобов'язалися виконувати Потсдамську декларацію. Однак японський акт капітуляції мав лише характер перемир'я і не стосувався територіальних питань. 
У 1971 році речник Державного департаменту США заявив, що статус Тайваню залишається невирішеним, а Каїрська декларація є лише заявою про наміри союзників, яка ніколи не була офіційно реалізована.
Станом на грудень 2014 року уряд США все ще вважав статус Тайваню неврегульованим питанням.

### Інші позиції
- Прихильники руху за незалежність Тайваню стверджують, що ретроцесія Тайваню була недійсною, оскільки в міжнародному праві відсутній прецеденту, де документ про капітуляцію передавав би суверенітету. Вони базують свою погляди, зокрема на частково на розсекреченому звіті ЦРУ від березня 1949 року, який стверджує що Тайвань не є частиною Китайської Республіки[11], а також на заяві президента Трумена від 27 червня 1950 року про «невизначений статус» Тайваню, яку вони вважають свідченням поглядів провідних членів Альянсу. У юридичному есе, опублікованому в Токіо в 1972 році, голова Всесвітньої організації об'єднаних формозян за незалежність Нг Чіау-тонг проаналізував протоколи британського парламенту та інші документи, дійшовши висновку, що політичний статус Тайваню залишається невизначеним.[12]
- Тайванський історик Джим Лі[zh] стверджує наступне: після закінчення Другої світової війни офіційні особи Республіки Китай вирушили на Тайвань, щоб прийняти капітуляцію японських військ від імені союзників. Хоча вони стверджували, що це була «ретроцесія Тайваню», насправді це була тимчасова військова окупація, а не передача територій Тайваню та Пенху. Для того, щоб передача території була дійсною, необхідне укладення міжнародного договору. Однак до того, як уряд Республіки Китай зміг укласти договір з Японією, він був скинутий Комуністичною партією Китаю та покинув материкову територію. Це, своєю чергою, призвело до суперечок щодо «невизначеного статусу Тайваню» та «ретроцесії Тайваню».[13]
- Демократична прогресивна партія, яка заперечує ідею повернення Тайваню Китаю, применшувала значення цієї події під час своїх двох президентств.[14][15]
- Оскільки офіційні представники Республіки Китай, які приймали капітуляцію японських військ у 1945 році, були діяли як союзники у Другій світовій війні[16], існує думка, що японські війська на Тайвані насправді капітулювали перед союзниками, а не перед Республікою Китай. Тому так званий «День ретроцесії Тайваню» є по суті «Днем капітуляції японських військ союзникам», який ознаменував початок військової окупації і не передбачав передачі суверенітету(ретроцесії). Деякі також вважають, що термін «ретроцесія Тайваню» є оманливим.[17][18][19][20]
- У статті, опублікованій в Американському журналі міжнародного права в липні 2000 року, Джонатан І. Чарні та Дж. Р. В. Прескотт стверджують, що китайські націоналісти (КНР) розпочали військову окупацію Тайваню у 1945 році внаслідок капітуляції Японії[21] і що жоден із мирних договорів після Другої світової війни прямо не передавав суверенітет над Формозою та островами Пенху жодній конкретній державі чи уряду. [22]